# Australian and New Zealand Association for the Advancement of Science

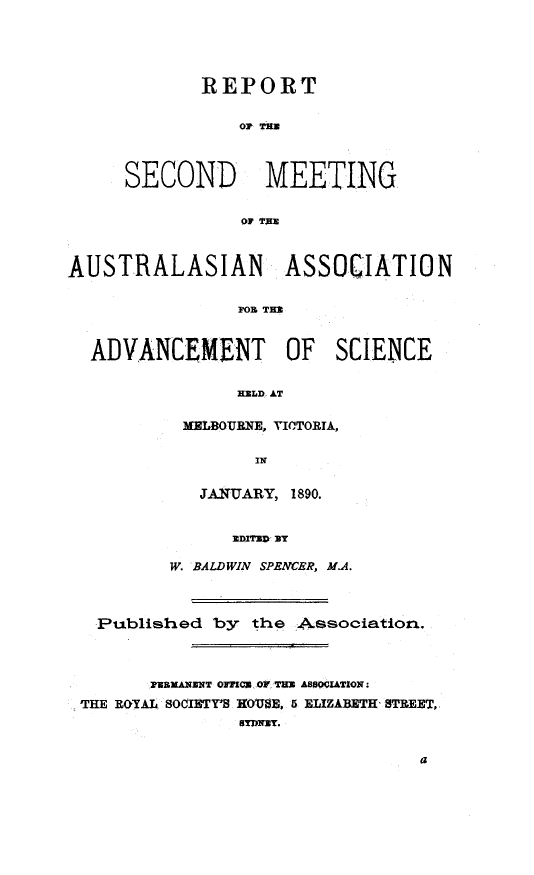
Frontispicio del reporte del 2.º encuentro de la Asociación, Melbourne, enero de 1890.

La Asociación para el Avance de la Ciencia australiana y neozelandesa (ANZAAS) es una organización fundada en 1888 por Archibald Liversidge (en inglés), como la Australasian Association for the Advancement of Science para promover la Ciencia y tuvo como su modelo a la British Association for the Advancement of Science. Por muchos años, sus encuentros anuales fueron una manera popular de influir en la promoción de la ciencia en Australia y en Nueva Zelanda. El nombre actual se usa desde 1930.
En la década de 1990, la cantidad de sus adherentes que asisten a los encuentros anuales decreció y, en cambio, la popularidad de las sociedades científicas especializadas aumentó. Ya se han discutido propuestas de cierre en la Asociación, pero continúa luego del cierre de sus oficinas en Adelaida. Ahora opera en menor escala pero comienza a crecer. 

## Premios
Tiene dos importantes medallas:
- Medalla Mueller, en honor de F. von Mueller, botánico pionero ambientalista
- Medalla ANZAAS

Cada año se organiza la "Juventud ANZAAS" que es un fórum de científicos residentes, para estudiantes de 9, 10, 11 y 12 años de escuelas australianas. Los más recientes han sido:
- Youth ANZAAS 2007 - Perth, Australia Occidental. Julio de 2007
- Youth ANZAAS 2006 - Adelaida, Australia del Sur
- Youth ANZAAS 2005 - Sídney, Nueva Gales del Sur
- Youth ANZAAS 2004 - Sídney, Nueva Gales del Sur
- Youth ANZAAS 2003 - Melbourne, Victoria
- Youth ANZAAS 2002 - Adelaida, Australia del Sur
- Youth ANZAAS 2001 - Adelaida, Australia del Sur